# Coppa Bernocchi 1952
La Coppa Bernocchi 1952, trentaquattresima edizione della corsa, si svolse il 12 ottobre 1952 su un percorso di 237 km. Fu vinta dall'italiano Primo Volpi, che terminò la gara in 6h09'25", alla media di 38,493 km/h, precedendo per distacco i connazionali Danilo Barozzi e Adolfo Grosso. Portarono a termine la gara 77 ciclisti, su 110 partenti.
L'arrivo e la partenza della gara, valida come quinta e ultima prova dei campionati italiani 1952, furono a Legnano.

## Ordine d'arrivo (Top 10)
| Pos. | Corridore          | Squadra | Tempo    |
| ---- | ------------------ | ------- | -------- |
| 1    | Primo Volpi        | Arbos   | 6h09'25" |
| 2    | Danilo Barozzi     | Atala   | a 4'27"  |
| 3    | Adolfo Grosso      | Benotto | s.t.     |
| 4    | Giancarlo Astrua   | Atala   | a 5'03"  |
| 5    | Silvio Pedroni     | Tigra   | s.t.     |
| 6    | Lido Sartini       | Benotto | s.t.     |
| 7    | Angelo Conterno    | Frejus  | s.t.     |
| 8    | Arrigo Padovan     | Atala   | a 5'55"  |
| 9    | Enzo Nannini       | -       | a 7'06"  |
| 10   | Virgilio Salimbeni | Ganna   | s.t.     |